# Kartony do arrasów w Kaplicy Sykstyńskiej
Kartony do arrasów w Kaplicy Sykstyńskiej – cykl dziesięciu projektów do arrasów wykonanych przez Rafaela w latach 1514–1516.

## Opis kartonów
Kartony przedstawiały epizody z życia św. Piotra i św. Pawła, opisane w ewangeliach i Dziejach Apostolskich. W cykl kartonów o św. Piotrze wchodzą: Cudowny połów ryb, Wręczenie kluczy Świętemu Piotrowi, Ukamienowanie Świętego Szczepana, pierwszego męczennika, Uzdrowienie chromego (również znanemu pod tytułem Uzdrowienie kaleki) i Śmierć Ananiasza. W skład kartonów o św. Pawle wchodzą: Upadek na drodze do Damaszku (również: Nawrócenie Szawła), Ofiara w Listrze, Kazanie Świętego Pawła, Ukaranie Elimasa i Święty Paweł w więzieniu.
Piotr został ukazany jako przewodnik duchowy, a Paweł jako propagator nowej wiary. Kartony poświęcone św. Pawłowi charakteryzują się większą dynamiką.
Cudowny połów ryb ukazuje wydarzenia opisane w piątym rozdziale Ewangelii św. Łukasza. Na Jeziorze Tyberiadzkim Jezus dyskutuje ze św. Piotrem i św. Andrzejem, którzy rozpoznali w nieznajomym Jezusa. W drugiej łodzi inni apostołowie, nie zwracając uwagi na Jezusa, wyciągają sieci pełne ryb. Inspiracją do Wręczenia kluczy św. Piotrowi mógł być namalowany w latach 1481–1482 fresk Pietra Perugina z Kaplicy Sykstyńskiej o tej samej tematyce. Na tle krajobrazu z symbolicznymi motywami (zamkiem reprezentującym władzę świecką, kościołem i murami przypominającymi Rzym) Jezus wręcza klucze św. Piotrowi. Po prawej od Jezusa stoją owce, symbolizujące lud Boży. Św. Jan jako jedyny przyjmuje z pokorą decyzję Jezusa, pozostali uczniowie wyrażają zdumienie, rezerwę, gniew lub zaskoczenie.

## Historia
Wykonanie kartonów zlecił papież Leon X, jednak prawdopodobnie Rafael miał swobodę w doborze tematów. Historie związane ze św. Piotrem były kierowane do duchownych, a ze św. Pawłem do wiernych. Miały one uzupełnić piętnastowieczne freski w Kaplicy Sykstyńskiej i nawiązywać do nich tematycznie. Dla Rafaela była to nowa technika. Na podstawie kartonów powstały tkaniny utkane przez Pietera Coecke’a van Aelsta i jego uczniów: Barenda van Orleya i Michaela Coxa. Aby ułatwić wykonanie tkanin, Rafael zastosował wyraziste kontrasty, odchodząc od modelunku światłocieniowego. Arrasy zostały ukończone w 1521 roku, tuż po śmierci Rafaela. Rafael miał za życia zobaczyć siedem pierwszych arrasów. 
Do czasów współczesnych zachowało się siedem oryginalnych kartonów. Nieznany jest los: Ukamienowania Świętego Szczepana, pierwszego męczennika, Upadku na drodze do Damaszku oraz Świętego Pawła w więzieniu. Wszystkie kartony są znane z licznych kopii, powstałych po upowszechnienie sztychy przez van Aelsta.
Oryginały kupił w Genui Karol I Stuart w 1630 roku za siedemset funtów. Po jego śmierci kolekcja trafiła do Hampton Court. W 1865 roku za sprawą królowej Wiktorii kartony trafiły do Muzeum Wiktorii i Alberta w Londynie. Studia do kartonów znajdują się m.in. w Galerii Uffizi we Florencji i w Muzeum Archidiecezjalnym w Katowicach.
Arrasy Pietera Coecke’a van Aelsta powstałe na podstawie kartonów zostały sprzedane po śmierci Leona X. Osiem z nich trafiło do Konstantynopolu, pozostałe do Lyonu. Na przestrzeni lat wszystkie wróciły do Rzymu, gdzie następnie w 1798 roku zostały one zrabowane przez wojska Napoleona. Kolekcja nie trafiła jednak do Francji, a do Genui. Stamtąd kolekcja wróciła do Rzymu za sprawą Piusa VIII. Obecnie arrasy znajdują się w Pinakotece Watykańskiej, gdzie są wystawiane na widok publiczny podczas wyjątkowych rocznic, np. w 2020 roku z okazji 500-lecia śmierci Rafaela.

## Galeria

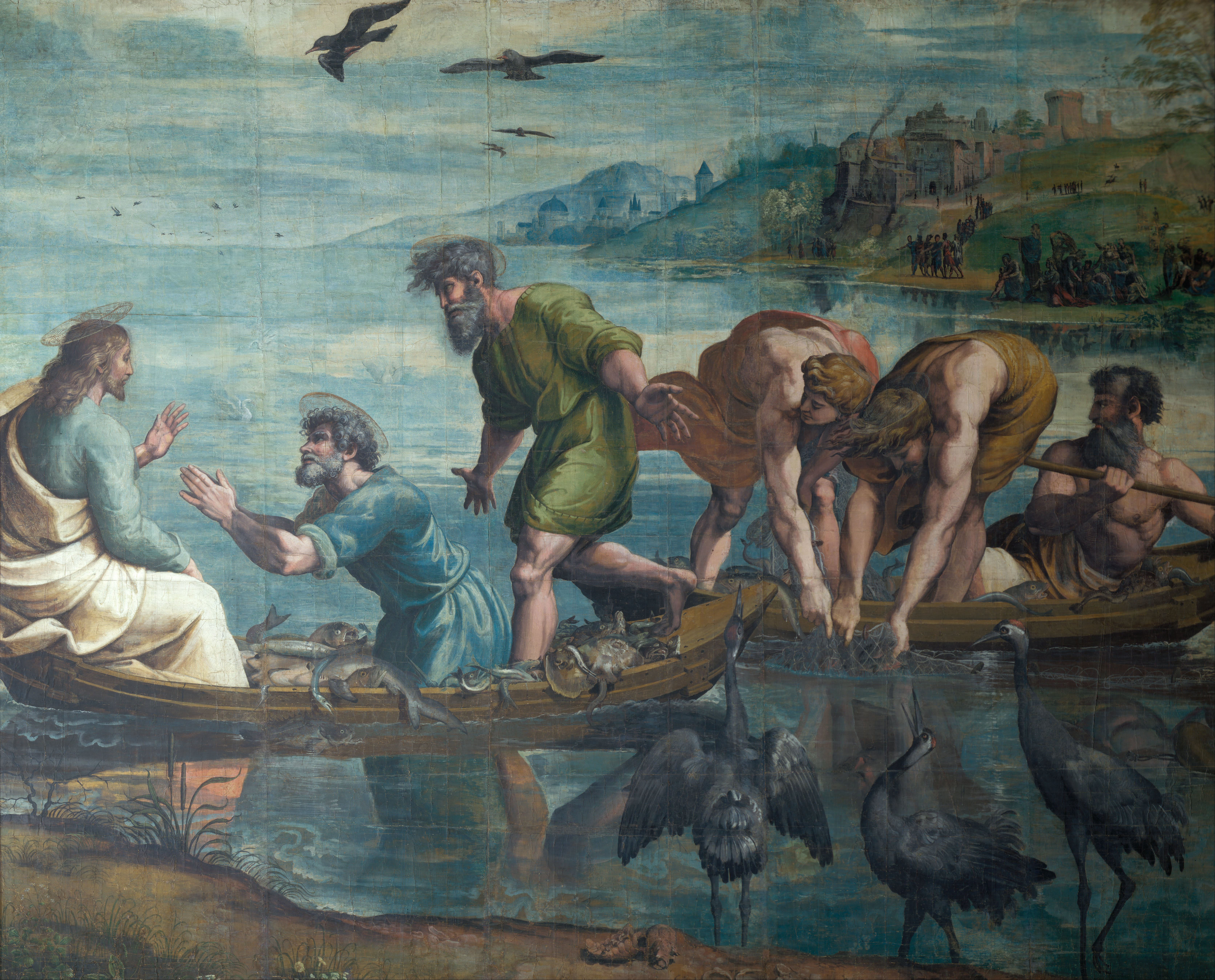
Cudowny połów ryb
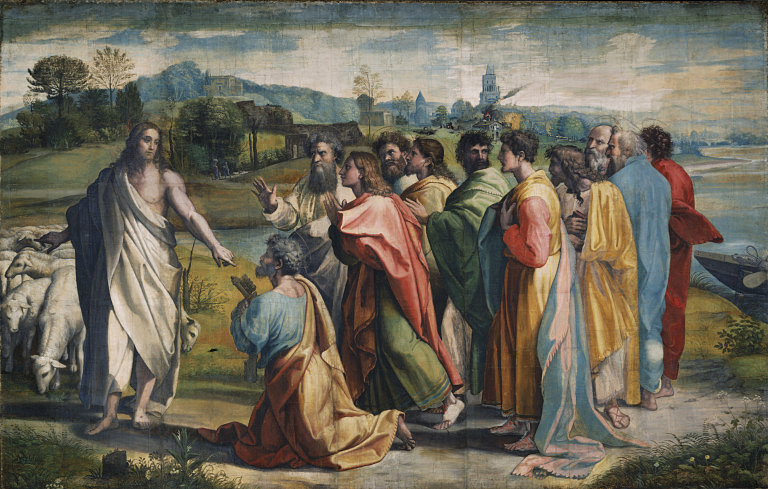
Wręczenie kluczy Świętemu Piotrowi
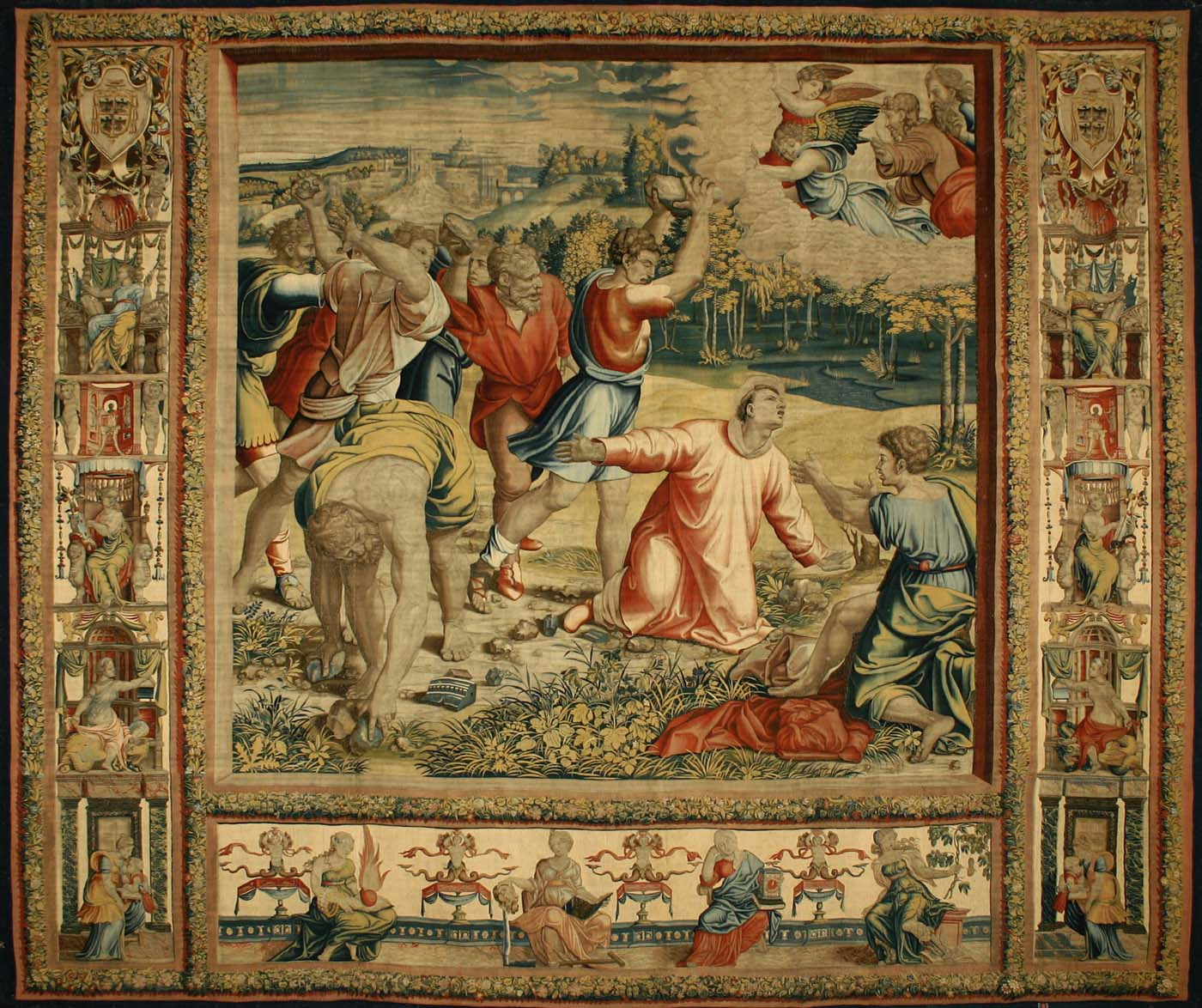
Ukamienowanie Świętego Szczepana, pierwszego męczennika
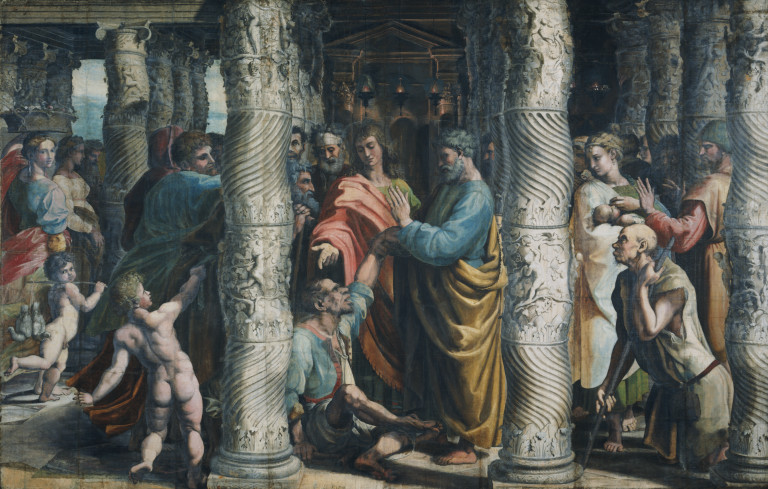
Uzdrowienie chromego
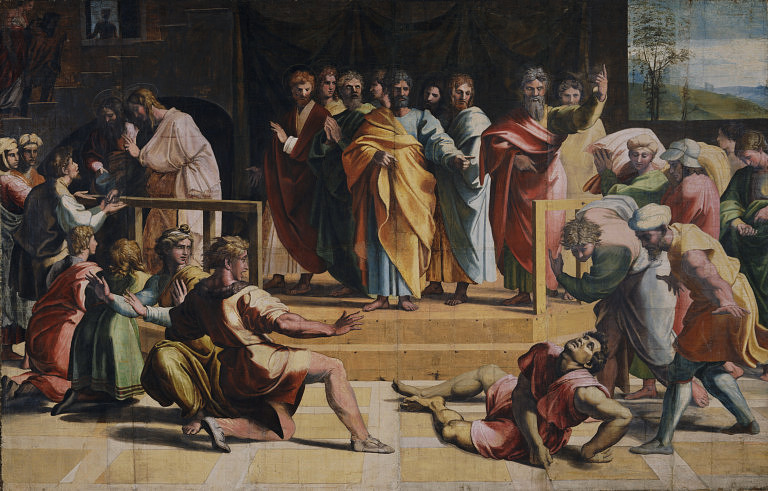
Śmierć Ananiasza
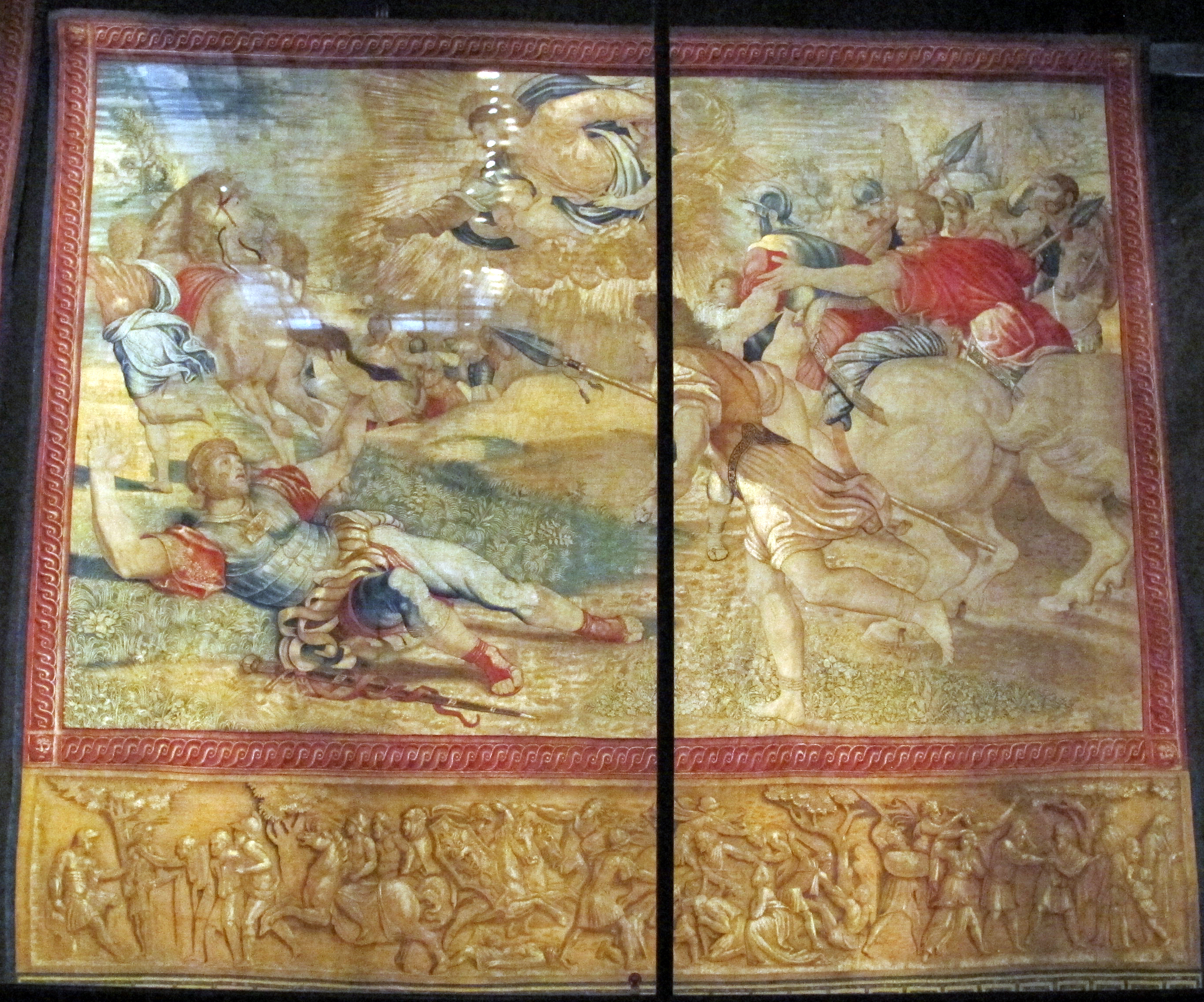
Upadek na drodze do Damaszku
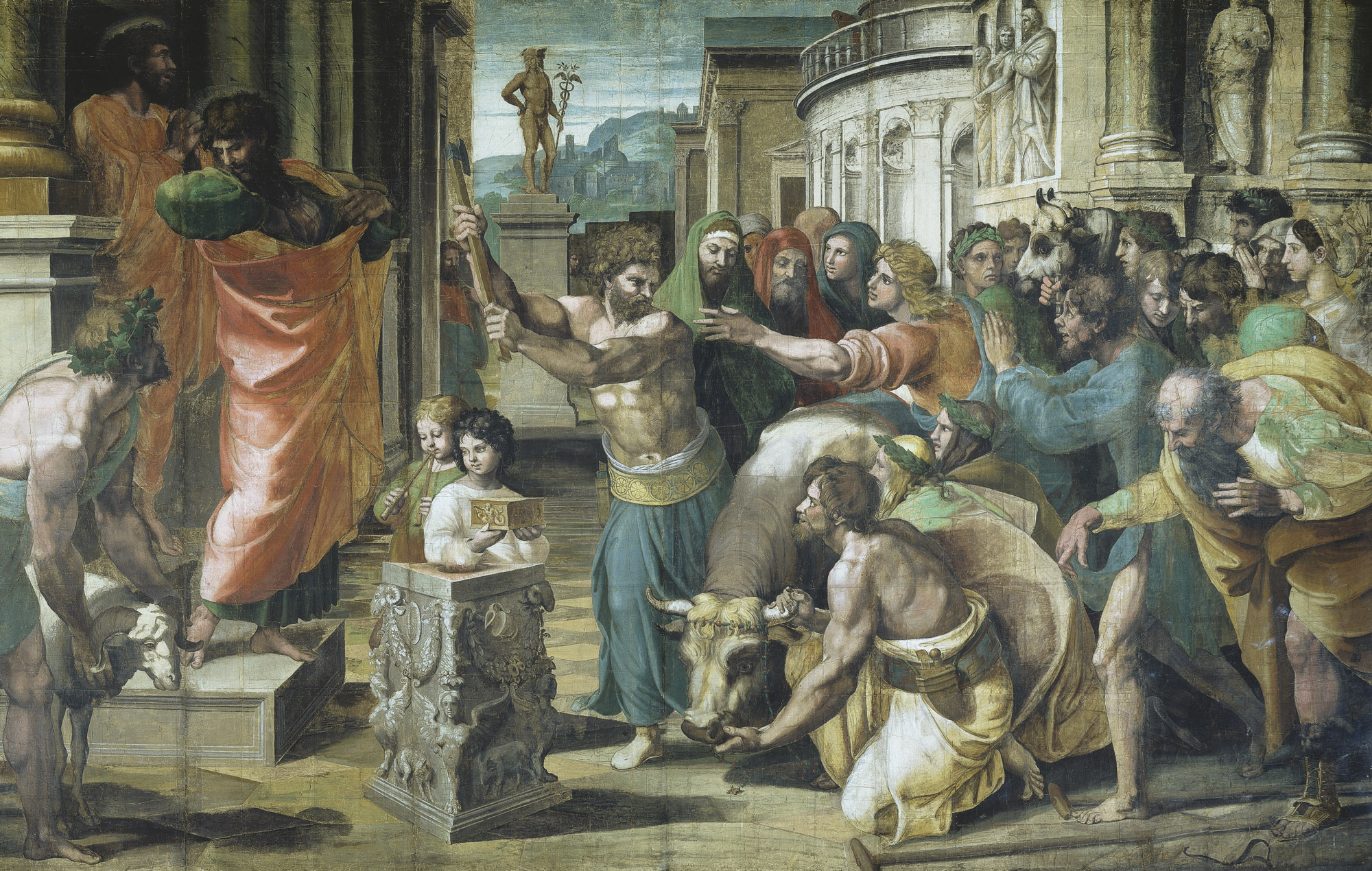
Ofiara w Listrze
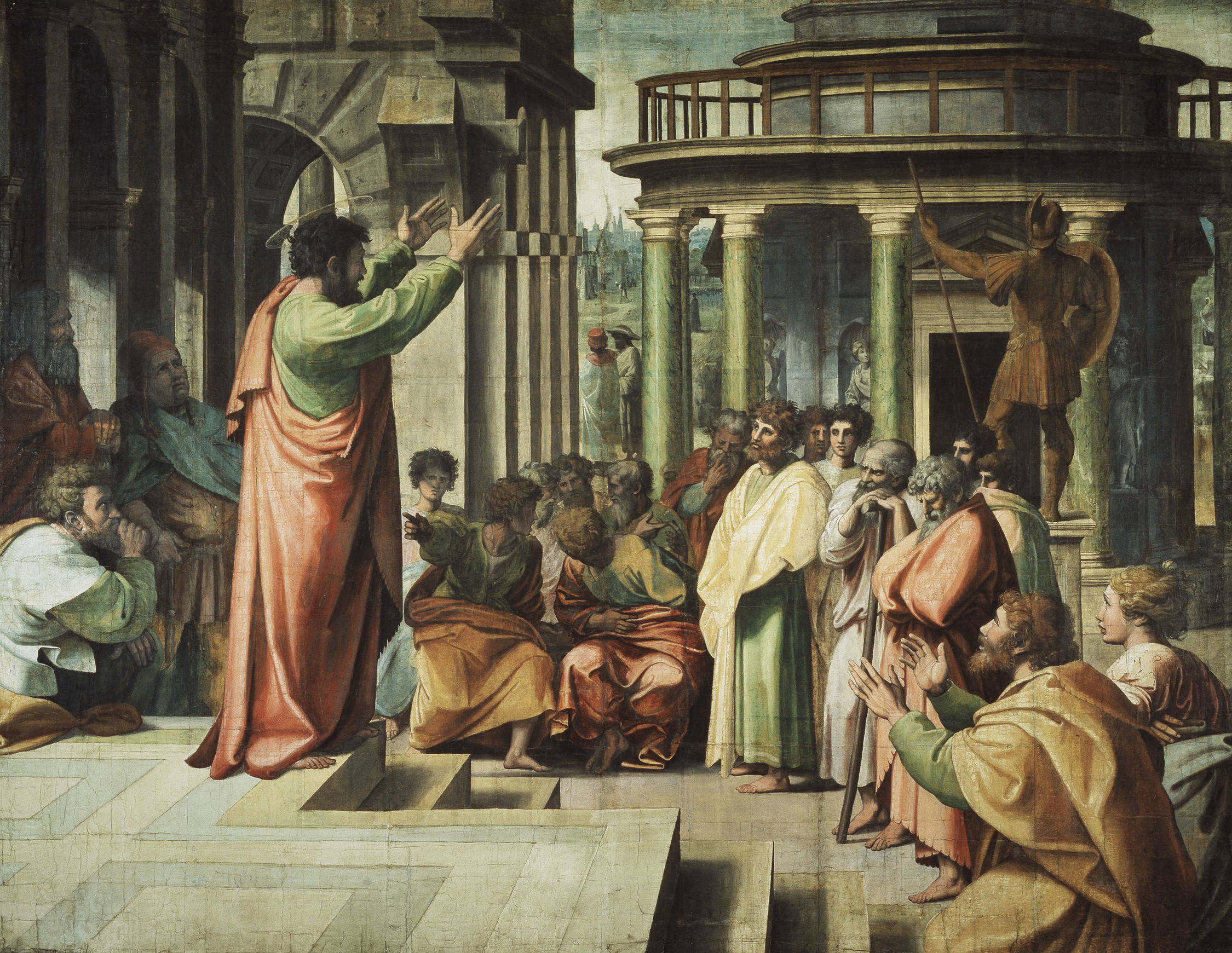
Kazanie Świętego Pawła
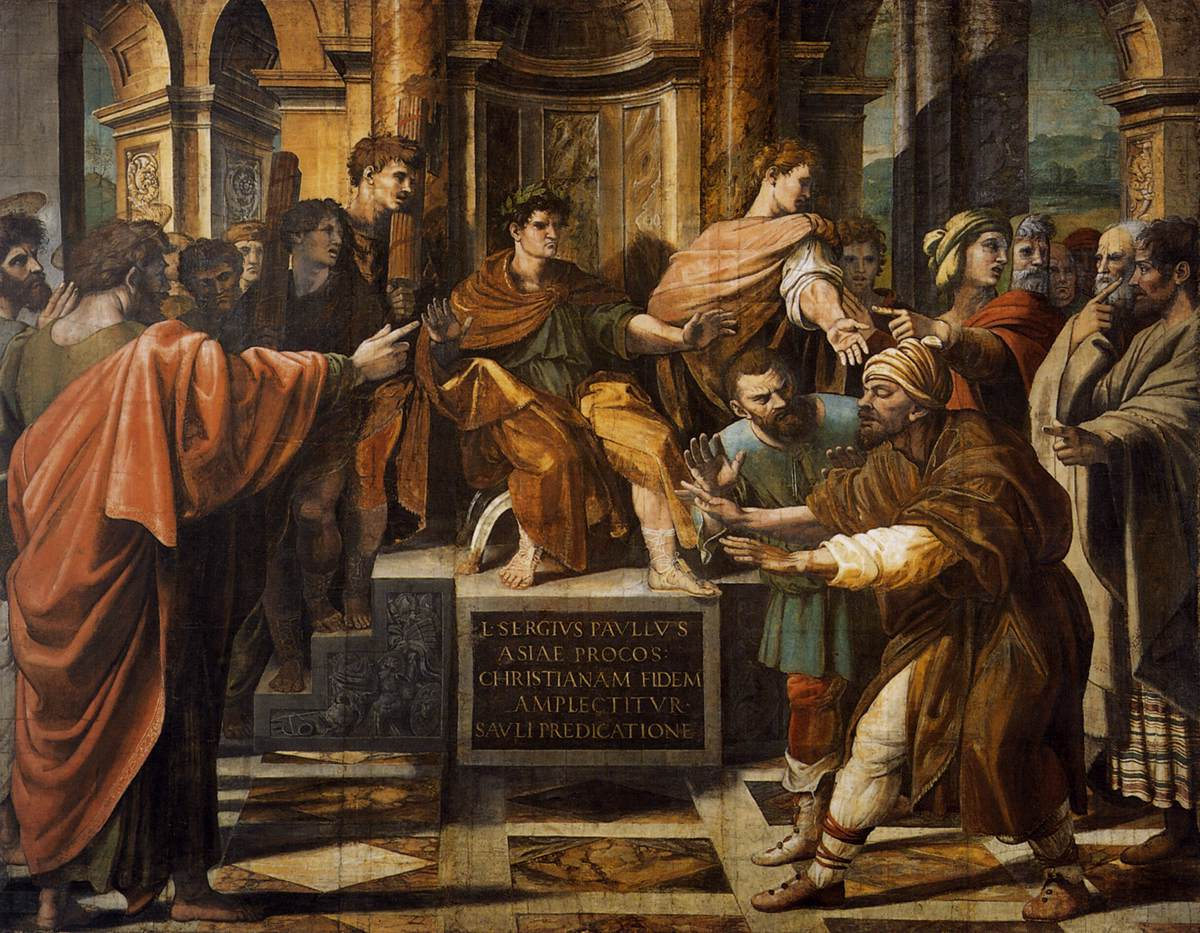
Ukaranie Elimasa
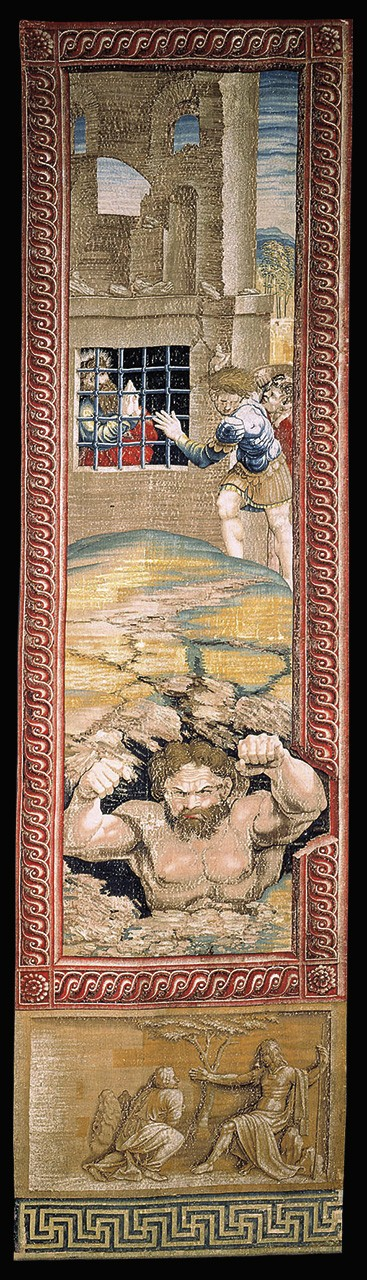
Święty Paweł w więzieniu